# Campionati mondiali di tiro 1923
I campionati mondiali di tiro 1923 furono la ventunesima edizione dei campionati mondiali di questo sport e si disputarono al Campo Perry. La nazione più medagliata furono gli Stati Uniti.

## Risultati

### Uomini

#### Carabina
| Evento                      | Oro                                                                               | Oro       | Argento       | Argento   | Bronzo          | Bronzo    |
| Evento                      | Atleta                                                                            | Risultato | Atleta        | Risultato | Atleta          | Risultato |
| 300 m 3 posizioni           | Walter Stokes                                                                     | 1090      | Walter Stokes | 1069      | Larry Neusslein | 1062      |
| 300 m a terra               | Morris Fisher                                                                     | 385       | John Boles    | 379       | Walter Stokes   | 377       |
| 300 m in ginocchio          | Morris Fisher                                                                     | 367       | Walter Stokes | 358       | Larry Neusslein | 352       |
| 300 m in piedi              | Larry Nuesslein                                                                   | 339       | Morris Fisher | 338       | John Boles      | 335       |
| 300 m 3 posizioni a squadre | Stati Uniti John Boles Morris Fisher Carl Osburn Laurence Nuesslein Walter Stokes | 5301      |               |           |                 |           |

#### Carabina militare
| Evento             | Oro              | Oro       | Argento      | Argento   | Bronzo           | Bronzo    |
| Evento             | Atleta           | Risultato | Atleta       | Risultato | Atleta           | Risultato |
| 300 m 3 posizioni  | Ned Moor         | 484       | J. Boa       | 474       | B. van Spreekens | 451       |
| 300 m a terra      | J. Boa           | 182       | Ned Moor     | 177       | B. van Spreekens | 160       |
| 300 m in ginocchio | B. van Spreekens | 162       | J. Boa       | 161       | Ned Moor         | 157       |
| 300 m in piedi     | Ned Moor         | 150       | André Regaud | 131       | J. Boa           | 131       |

#### Pistola
| Evento         | Oro                                                                           | Oro       | Argento       | Argento   | Bronzo       | Bronzo    |
| Evento         | Atleta                                                                        | Risultato | Atleta        | Risultato | Atleta       | Risultato |
| 50 m           | Irving Calkins                                                                | 523       | Charles Price | 513       | R.G. Wescott | 512       |
| 50 m a squadre | Stati Uniti Irving Calkins J. Dunne Karl Frederick Charles Price R.G. Wescott | 2540      |               |           |              |           |

## Medagliere
Nazione ospitante
| Posiz. | Nazione     | Oro | Argento | Bronzo | Totale |
| ------ | ----------- | --- | ------- | ------ | ------ |
| 1      | Stati Uniti | 9   | 6       | 6      | 21     |
| 2      | Canada      | 1   | 2       | 1      | 4      |
| 3      | Paesi Bassi | 1   | 0       | 2      | 3      |
| 4      | Francia     | 0   | 1       | 0      | 1      |